# Chirocephalus
Chirocephalus är ett släkte av kräftdjur. Chirocephalus ingår i familjen Chirocephalidae.
Arterna når vanligen en längd av 2,5 cm och den största arten blir upp till 10 cm lång. Dessa kräftdjur har 11 par ben, 2 par känselspröt varav ett par är munverktyg och svarta ögon. På kroppssegmentet bakom extremiteterna förekommer hos hannar två penisar respektive hos honor fickor för äggen. Förutom några röda och gröna kroppsvätskor eller rester av födan är kroppen genomskinlig. Benen används när individen simmar och de har även samma funktion som gälar. Efter segmentet med fortplantningsorganen följer sju segment utan utskott samt en gaffelformig svans med två spetsar.
Hannen använder munverktygen för att gripa honan under parningen. De är därför i viss mån utformade som en hand. Det återspeglas i släktets vetenskapliga namn Chirocephalus som betyder "hand liknande".
Släktets medlemmar förekommer med undantag av polartrakterna i hela världen. De lever ofta i vattendrag, dammar och pölar med sötvatten. Sällsynt hittas släktets medlemmar i bräckt vatten.
Födans utgörs av minimala växter eller djur samt av bakterier. Arterna äter även ämnen som nästan är döda (detritus). Honor lägger flera gångar per år ägg som kläcks efter ungefär två veckor under gynnsamma förhållanden. Larvernas metamorfos varar i cirka tre veckor. Äggen är tåliga för torka när pölen torkar ut under sommaren. I vanligt fall utvecklas inte alla ägg som befruktades vid samma tillfälle samtidig. Så undviks att inte hela generationen dör vid ogynnsamt väder.
Individerna simmar vanligen med ryggen mot pölens botten. De fångar bytet med hjälp av en klibbig vätska som produceras i munnen.

## Dottertaxa tillChirocephalus, i alfabetisk ordning[2]
- Chirocephalus appendicularis
- Chirocephalus baikalensis
- Chirocephalus bairdi
- Chirocephalus bobrinskii
- Chirocephalus brevipalpis
- Chirocephalus carnuntanus
- Chirocephalus chyzeri
- Chirocephalus croaticus
- Chirocephalus diaphanus
- Chirocephalus festae
- Chirocephalus hardingi
- Chirocephalus horribilis
- Chirocephalus jaxartensis
- Chirocephalus josephinae
- Chirocephalus kerkyrensis
- Chirocephalus longicornis
- Chirocephalus ludmilae
- Chirocephalus marchesonii
- Chirocephalus mongolianus
- Chirocephalus nankinensis
- Chirocephalus neumanni
- Chirocephalus orghidani
- Chirocephalus paphlagonicus
- Chirocephalus pelagonicus
- Chirocephalus ponticus
- Chirocephalus povolnyi
- Chirocephalus priscus
- Chirocephalus recticornis
- Chirocephalus reiseri
- Chirocephalus ripophilus
- Chirocephalus robustus
- Chirocephalus ruffoi
- Chirocephalus salinus
- Chirocephalus shadini
- Chirocephalus sibyllae
- Chirocephalus sinensis
- Chirocephalus skorikowi
- Chirocephalus slovacicus
- Chirocephalus spinicaudatus
- Chirocephalus tauricus
- Chirocephalus tereki
- Chirocephalus turkestanicus
- Chirocephalus wangi
- Chirocephalus weisigi
- Chirocephalus vornatscheri